# استراتفرد (نیویورک)
استراتفرد، نیویورک (به انگلیسی: Stratford) یک شهرک در نیویورک است که در شهرستان فولتن، نیویورک واقع شده‌است.

## خصوصیات
استراتفرد ۱۹۸٫۶ کیلومترمربع مساحت و ۶۱۰ نفر جمعیت دارد و ۴۵۹ متر بالاتر از سطح دریا واقع شده‌است.